# Jason Smith (lední hokejista)
Jason Matthew Smith (* 3. listopadu 1973, Calgary, Alberta) je bývalý kanadský hokejový obránce. Od sezóny 2021/2022 je asistent hlavního trenéra v týmu Lehigh Valley Phantoms

## Ocenění a úspěchy
- 1991 CHL – All-Rookie Tým
- 1992 CHL – Východ první All-Star Tým
- 1992 WHL – Bill Hunter Memorial Trophy

## Prvenství
- Debut v NHL – 8. října 1993 (Washington Capitals proti New Jersey Devils)
- První asistence v NHL – 8. prosince 1993 (Montreal Canadiens proti New Jersey Devils)
- První gól v NHL – 12. října 1995 (New Jersey Devils proti Winnipeg Jets, do prázdné brány)

## Klubová statistika
| Sezóna       | Klub                | Soutěž       |      | Základní část | Základní část | Základní část | Základní část | Základní část |   | Play off | Play off | Play off | Play off | Play off |
| Sezóna       | Klub                | Soutěž       | Z    | G             | A             | B             | TM            | Z             | G | A        | B        | TM       |          |          |
| 1990/1991    | Calgary Canucks     | AJHL         | 45   | 3             | 15            | 18            | 69            | —             | — | —        | —        | —        |          |          |
| 1990/1991    | Regina Pats         | WHL          | 2    | 0             | 0             | 0             | 7             | 4             | 0 | 0        | 0        | 2        |          |          |
| 1991/1992    | Regina Pats         | WHL          | 62   | 9             | 29            | 38            | 168           | —             | — | —        | —        | —        |          |          |
| 1992/1993    | Regina Pats         | WHL          | 64   | 14            | 52            | 66            | 175           | 13            | 4 | 8        | 12       | 39       |          |          |
| 1992/1993    | Utica Devils        | AHL          | —    | —             | —             | —             | —             | 1             | 0 | 0        | 0        | 2        |          |          |
| 1993/1994    | Albany River Rats   | AHL          | 20   | 6             | 3             | 9             | 31            | —             | — | —        | —        | —        |          |          |
| 1993/1994    | New Jersey Devils   | NHL          | 41   | 0             | 5             | 5             | 43            | 6             | 0 | 0        | 0        | 7        |          |          |
| 1994/1995    | Albany River Rats   | AHL          | 7    | 0             | 2             | 2             | 15            | 11            | 2 | 2        | 4        | 19       |          |          |
| 1994/1995    | New Jersey Devils   | NHL          | 2    | 0             | 0             | 0             | 0             | —             | — | —        | —        | —        |          |          |
| 1995/1996    | New Jersey Devils   | NHL          | 64   | 2             | 1             | 3             | 86            | —             | — | —        | —        | —        |          |          |
| 1996/1997    | New Jersey Devils   | NHL          | 57   | 1             | 2             | 3             | 38            | —             | — | —        | —        | —        |          |          |
| 1996/1997    | Toronto Maple Leafs | NHL          | 21   | 0             | 5             | 5             | 16            | —             | — | —        | —        | —        |          |          |
| 1997/1998    | Toronto Maple Leafs | NHL          | 81   | 3             | 13            | 16            | 100           | —             | — | —        | —        | —        |          |          |
| 1998/1999    | Toronto Maple Leafs | NHL          | 60   | 2             | 11            | 13            | 40            | —             | — | —        | —        | —        |          |          |
| 1998/1999    | Edmonton Oilers     | NHL          | 12   | 1             | 1             | 2             | 11            | 4             | 0 | 1        | 1        | 4        |          |          |
| 1999/2000    | Edmonton Oilers     | NHL          | 80   | 3             | 11            | 14            | 60            | 5             | 0 | 1        | 1        | 4        |          |          |
| 2000/2001    | Edmonton Oilers     | NHL          | 82   | 5             | 15            | 20            | 120           | 6             | 0 | 2        | 2        | 6        |          |          |
| 2001/2002    | Edmonton Oilers     | NHL          | 74   | 5             | 13            | 18            | 103           | —             | — | —        | —        | —        |          |          |
| 2002/2003    | Edmonton Oilers     | NHL          | 68   | 4             | 8             | 12            | 64            | 6             | 0 | 0        | 0        | 19       |          |          |
| 2003/2004    | Edmonton Oilers     | NHL          | 68   | 7             | 12            | 19            | 98            | —             | — | —        | —        | —        |          |          |
| 2005/2006    | Edmonton Oilers     | NHL          | 76   | 4             | 13            | 17            | 84            | 24            | 1 | 4        | 5        | 16       |          |          |
| 2006/2007    | Edmonton Oilers     | NHL          | 82   | 2             | 9             | 11            | 103           | —             | — | —        | —        | —        |          |          |
| 2007/2008    | Philadelphia Flyers | NHL          | 77   | 1             | 9             | 10            | 86            | 17            | 0 | 2        | 2        | 4        |          |          |
| 2008/2009    | Ottawa Senators     | NHL          | 63   | 1             | 0             | 1             | 47            | —             | — | —        | —        | —        |          |          |
| celkem v NHL | celkem v NHL        | celkem v NHL | 1008 | 41            | 128           | 169           | 1099          | 68            | 1 | 10       | 11       | 60       |          |          |

## Reprezentace
| Rok                       | Tým                       | Soutěž                    | Z | G | A | B | TM |
| ------------------------- | ------------------------- | ------------------------- | - | - | - | - | -- |
| 1993                      | Kanada 20                 | MSJ                       | 7 | 1 | 3 | 4 | 10 |
| 2001                      | Kanada                    | MS                        | 7 | 1 | 0 | 1 | 4  |
| Seniorská kariéra celkově | Seniorská kariéra celkově | Seniorská kariéra celkově | 7 | 1 | 0 | 1 | 4  |